# Kentucky Derby 1919
Kentucky Derby 1919 var den fyrtiofemte upplagan av Kentucky Derby. Löpet reds den 10 maj 1919 över 1 1⁄4 miles (2 012 m). Löpet vanns av Sir Barton som reds av Johnny Loftus och tränades av H. Guy Bedwell.
Förstapriset i löpet var 20 825 dollar. Tolv hästar deltog i löpet efter att hästarna Corson och Clermont strukits innan löpet. Segrande hästen Sir Barton kom även att segra i Preakness och Belmont Stakes, och blev därmed den första hästen som tog titeln American Triple Crown.
För första gången i löpets historia hade de två första hästarna i mål samma tränare och ägare. Dessutom blev Ross den första kanadensiska ägaren att segra i Kentucky Derby.

## Resultat
| P  | S  | Häst          | Jockey           | Tränare            | Ägare                 | Tid    |
| -- | -- | ------------- | ---------------- | ------------------ | --------------------- | ------ |
| 1  | 1  | Sir Barton    | Johnny Loftus    | H. Guy Bedwell     | J. K. L. Ross         | 2:09.8 |
| 2  | 13 | Billy Kelly   | Earl Sande       | H. Guy Bedwell     | J. K. L. Ross         |        |
| 3  | 8  | Under Fire    | Mack Garner      | Patrick Dunne      | Patrick Dunne         |        |
| 4  | 7  | Vulcanite     | Cecil Howard     | John Hogan         | William F. Polson     |        |
| 5  | 9  | Sennings Park | Harry Lunsford   | Oswald A. Bianchi  | Oswald A. Bianchi     |        |
| 6  | 2  | Be Frank      | James Butwell    | Walter B. Jennings | Cornelius M. Garrison |        |
| 7  | 11 | Sailor        | J. McIntyre      | Kimball Patterson  | James W. McClelland   |        |
| 8  | 5  | St. Bernard   | Earl Pool        | B. J. Brannon      | B. J. Brannon         |        |
| 9  | 10 | Regalo        | Frank Murphy     | John C. Gallaher   | Gallaher Bros.        |        |
| 10 | 6  | Eternal       | Andy Schuttinger | Kimball Patterson  | James W. McClelland   |        |
| 11 | 14 | Frogtown      | John Morys       | Henry E. McDaniel  | Willis Sharpe Kilmer  |        |
| 12 | 3  | Vindex        | Willie Knapp     | James G. Rowe, Sr. | Harry Payne Whitney   |        |

Segrande uppfödare: John E. Madden & Vivian A. Gooch; (KY)